# Гойші

Герб Гойшів.

Го́йші (порт. Góis; «Гойські, з Гойша») — португальський шляхетний рід. Походить від Аніана де Ештради, уродженця Астурії, компаньйона португальського графа Генріха Бургундського. Анніан був сеньйором Гойша, що дав родове ім'я його нащадкам. Найвідоміший представник роду — Даміан де Гойш (1502—1574), португальський гуманіст, історик. Його батько Руй Діаш де Гойш служив двірським при дворі візеуського герцога Фернанду, а дід Гоміш Діаш де Гойш входив до оточення інфанта Енріке Мореплавця. Від Анніана також походить інший шляхетний рід Фаріня. Також — Го́їші, Го́еси.

## Назва
- Го́йш (порт. Góis, МФА: [ˈgojʃ][3]) — сучасна назва.
- Го́еш (порт. Goes, МФА: [ˈgo.ɨʃ][3]) — стара назва.
- Го́ес (лат., ісп. і ст.-порт. Goes, Gooes, МФА: [ˈgo.es][4]) — старопортугальська, латинська й іспанська назва.
- Го́еські (порт. de Goes), або Го́йські (порт. de Góis) — стара назва.

## Герб
Герб Гойшів — у лазуровому щиті шість срібних хрестоподібних фігур, кожна з яких утворена чотирма півмісяцями, оберненими рогами всередину. Фігури розташовані у два стовпи, по три в кожному. В нашоломнику лазуровий дракон із однією срібною хрестоподібною фігурою на грудях Зображення цього герба зустрічається у «Книзі головного герольда» (1509)
1567 року португальський король Себаштіан затвердив зміни герба, запропоновані Даміаном де Гойшем — у лазуровому щиті п'ять срібних хрестоподібних фігур, які лежать косим хрестом. У нашоломнику срібний лев, що виринає між двома лазуровими крилами. Вони усіяні срібними хрестоподібними фігурами з щита.

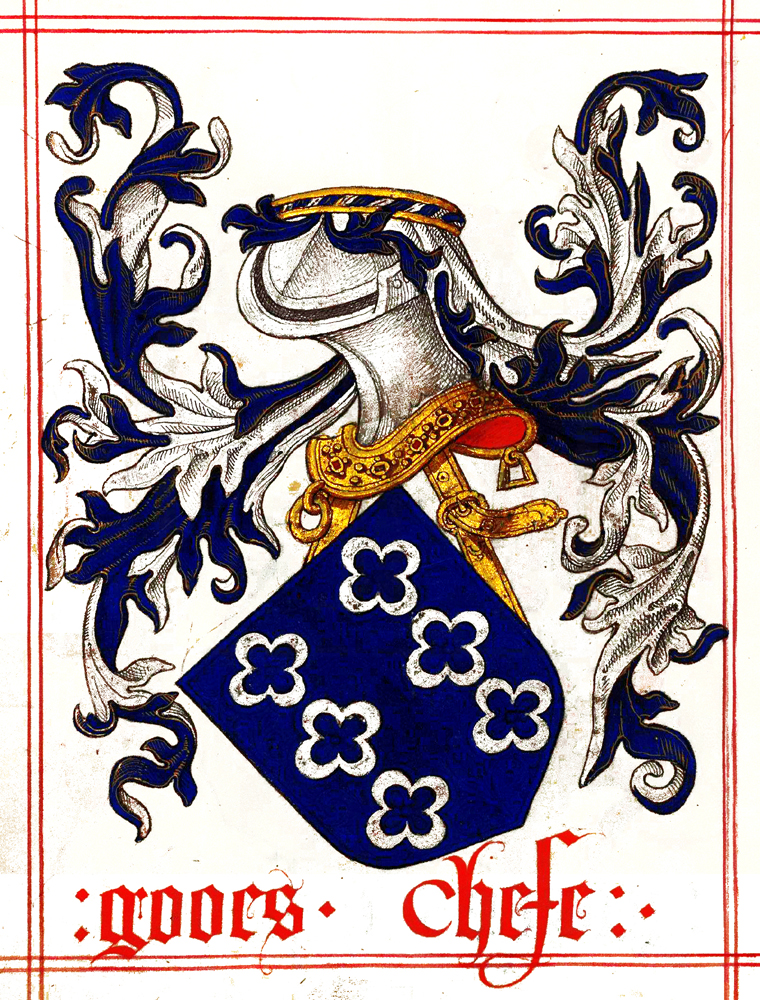
1509
Ранній герб
Пізній герб
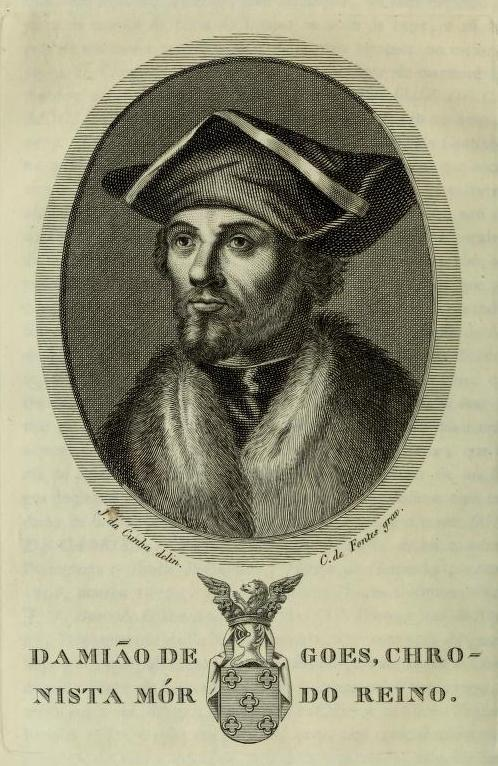
Даміан з гербом

## Представники
- Аніан да Ештрада (?—?), сеньйор Гойський, компаньйон Генріха Бургундського[6].
  - Гоміш Діаш де Гойш (?—?), слуга Енріке Мореплавця.
    - Руй Діаш де Гойш (?—?), слуга візеуського герцога Фернанду ∞ Ізабела Гоміш де Лімі (?—?), донька фламандського купця. 
      - Фруетош де Гойш (?—?), королівський камердинер (з 1512)[6].
      - Мануел де Гойш (?—?), офіцер Гібралтарської ескадри[6].
      - Даміан де Гойш (1502—1574), голова Королівського архіву ∞ Йогана ван Гарген (?—?), донька фламандського радника при дворі Карла V.
        - Мануел (?—?)
        - Амброзій (?—?)
        - Руй Діаш (?—?)
        - Антоніу (?—?)
        - Катаріна (?—?)
        - Марія (?—?)